# 基斯蒙多
基斯蒙多，是西班牙卡斯蒂利亚-拉曼恰托莱多省的一个市镇。总面积15平方公里，总人口1332人（2001年），人口密度89人/平方公里。